# Shoshonius
Il shoshonio (gen. Shoshonius) è un primate estinto, appartenente ai tarsiformi. Visse nell'Eocene inferiore-medio (circa 50 - 46 milioni di anni fa) e i suoi resti fossili sono stati ritrovati in Nordamerica. 

## Descrizione
Questo animale doveva essere simile a un attuale tarsio, e anche le dimensioni dovevano essere paragonabili. Shoshonius possedeva orbite relativamente grandi, che erano tuttavia sprovviste di una chiusura postorbitale. Il muso era corto, non vi era un ectotimpanico tubolare, e vi era un forame carotideo posteriore posto ventrolateralmente sulla bulla timpanica. Lo scheletro postcranico ricordava quello di forme simili ma più conosciute, come Necrolemur e Tetonius, con un femore piuttosto lungo dove il trocantere minore e il terzo trocantere erano posti prossimalmente; la parte distale del femore era profonda e gli elementi del tarso erano allungati (Dagosto et al., 1999).
Shoshonius differiva da altri animali simili come Washakius nella dentatura: il terzo molare superiore era dotato di forti mesostili, e i molari inferiori possedevano metastilidi distinti e non vi erano incisure dei talonidi (Szalay, 1976).

## Classificazione
Descritto per la prima volta da Granger nel 1910, questo genere è stato attribuito agli omomidi, un gruppo di primati tarsiformi tipici dell'Eocene. Tra questi, Shoshonius è stato classificato nel gruppo Omomyinae, tipicamente nordamericano. La specie tipo è Shoshonius cooperi, ritrovata nel Wyoming. Un'altra specie, S. bowni, è stata anch'essa rinvenuta nel Wyoming.  